# Galleria dell'Accademia (Florence)
De Galleria dell'Accademia is een museum in de Italiaanse stad Florence (Firenze).
De Accademia delle Arti del Disegno of Accademia was de eerste kunstacademie voor schilders van Europa. De academie werd opgericht in 1561 door Giorgio Vasari, Agnolo Bronzino en Bartolomeo Ammanati, drie van de centrale kunstenaars van het maniërisme.
Leopold II, groothertog van Toscane, verordende in 1784 dat alle schilderacademies in Florence onder één dak plaats moesten nemen. Vanaf dat moment kreeg de academie de naam Accademia di Belle Arti di Firenze.
De nieuwe academie moest een galerij van schilderijen van oude meesters bevatten, zodat jonge kunstenaars hiervan konden leren.
Het museum is vooral beroemd vanwege het beeldhouwwerk van Michelangelo. Zo staat hier, onder andere, in een speciale ruimte (de Tribune genoemd) het beroemde beeld van David. Het beeld stond oorspronkelijk op het Piazza della Signoria, maar om het beeld te beschermen tegen de weersinvloeden werd het beeld in 1873 naar de Accademia verplaatst. Op het Piazza staat sinds 1910 een replica.
Ander bekende werken van Michelangelo die in het museum staan zijn de beelden van de vier "slaven", te weten Atlantus, De jonge slaaf, De bebaarde slaaf en De ontwakende slaaf. De kunstwerken zouden een onderdeel van het grafmonument voor paus Julius II vormen en zijn afkomstig uit de Boboli-tuinen, waar Groothertog Cosimo I ze had laten plaatsen in de Buentalenti-grot.
Daarnaast zijn er van Michelangelo de Matteüs en de Pietà van Palestrina te zien, die pas in 1940 naar het museum kwam.
Ook vindt men in het museum schilderijen uit de renaissance van Paolo Uccello, Domenico Ghirlandaio, Sandro Botticelli en Andrea del Sarto, een collectie werken gemaakt door studenten van de academie, Russische iconen en religieuze prenten uit de middeleeuwen.
Een onderdeel van de Galleria is het Muziekinstrumentenmuseum van Florence dat zich ook in het gebouw bevindt.

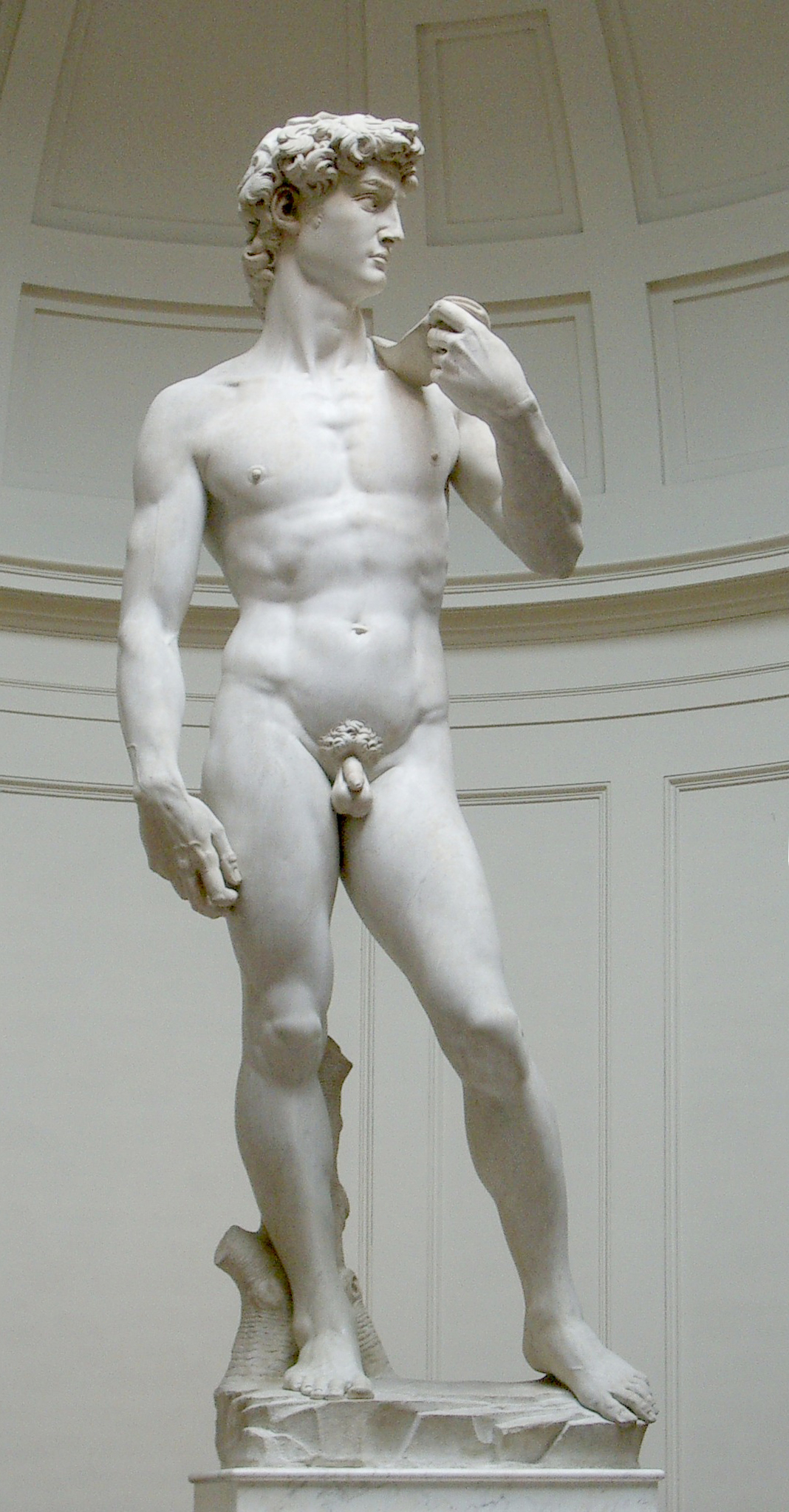
David in Galleria dell'Accademia